# The Abba Generation
The Abba Generation är ett musikalbum från 1999 av den svenska popgruppen A-Teens (då under namnet Abba Teens). Det var gruppens debutalbum och består av covers på Abba-låtar.

## Låtlista

### Internationell
1. "Mamma Mia" – 3:47 (Benny Andersson; Björn Ulvaeus; Stig Anderson)
2. "Gimme! Gimme! Gimme! (A Man After Midnight)" – 3:57 (Benny Andersson; Björn Ulvaeus)
3. "Super Trouper" – 3:52 (Benny Andersson; Björn Ulvaeus)
4. "One of Us" – 3:55 (Benny Andersson; Björn Ulvaeus)
5. "Voulez-Vous" – 3:42 (Benny Andersson; Björn Ulvaeus)
6. "SOS" – 3:12 (Benny Andersson; Björn Ulvaeus)
7. "Dancing Queen" – 3:50 (Benny Andersson; Björn Ulvaeus; Stig Anderson)
8. "Take a Chance on Me" – 3:53 (Benny Andersson; Björn Ulvaeus)
9. "Lay All Your Love on Me" – 4:03 (Benny Andersson; Björn Ulvaeus)
10. "The Name of the Game" – 4:22 (Benny Andersson; Björn Ulvaeus; Stig Anderson)
11. "Our Last Summer" – 3:29 (Benny Andersson; Björn Ulvaeus; Stig Anderson)

### Tysk begränsad utgåva
Denna version hade en utökad sektion med musikvideo till låtarna "Mamma Mia", "Gimme! Gimme! Gimme! (A Man After Midnight)" och "Super Trouper".

### Latinamerika
Spåren efter standardutgåva, plus de två bonusspåren "Mamma Mia [spanskspråkig version]" (3:48) och "Gimme! Gimme! Gimme! [spanskspråkig version]" (3:46).
Denna version släpptes i början av år 2000, även om en utgåva med elva spår släpptes 1999. Den första chilenska versionen av albumet innehåller musikvideor för "Mamma Mia" och "Super Trouper".

### USA
Elva spår, som i standardutgåvan, samt en tillagd musikvideo till "Dancing Queen". En utgåva av Target Corporation innehöll också musikvideo till "Mamma Mia" och "A*Teens Megamix" (7:36) av Pierre J.[3]

### Japan
Elva spår, som i standardutgåvan, samt de tre bonusspåren "Knowing Me, Knowing You" (4:11), "Mamma Mia [Jam Lab Remix]" (3:56) och "Super Trouper [Pinocchio Remix]" (5:08).

## Singlar
Fyra låtar från albumet släpptes som singlar:
- Mamma Mia
- Super Trouper
- Gimme! Gimme! Gimme!
- Dancing Queen

## Listplaceringar
| Lista (1999-2000)                    | Topplacering |
| ------------------------------------ | ------------ |
| Argentina                            | 1            |
| Brasilien                            | 29           |
| Chile                                | 1            |
| Belgien ( Flandern)                  | 11           |
| Finland                              | 2            |
| Frankrike                            | 39           |
| Japan                                | 18           |
| Mexiko                               | 5            |
| Mexiko (Internationella albumlistan) | 3            |
| Nederländerna                        | 2            |
| Norge                                | 2            |
| Schweiz                              | 12           |
| Storbritannien                       | 85           |
| Sverige                              | 1            |
| Tyskland                             | 2            |
| Ungern                               | 7            |
| USA (Billboard 200)                  | 71           |
| Österrike                            | 2            |

## Lanseringshistorik
- 25 augusti 1999 (Sverige[13])
- 16 maj 2000 (USA[14])

### Fotnoter
1. 1 2 3 4 5  A*Teens – The ABBA Generation på Discogs (engelska)
2. ↑  [The Abba Generation på Allmusic (engelska) Allmusic länk]
3. ↑  laut.de länk
4. ↑  Information i Svensk mediedatabas.
5. ↑  Information Arkiverad 25 december 2024 hämtat från the Wayback Machine. i Svensk mediedatabas.
6. ↑  Listplacering
7. ↑  Listplacering
8. ↑  Listplacering
9. ↑  Listplacering
10. 1 2 3  Listplacering
11. ↑  Listplacering Arkiverad 5 mars 2016 hämtat från the Wayback Machine.
12. ↑  ”Billboard 200 2000-07-22” (på engelska). Billboard. https://www.billboard.com/charts/billboard-200/2000-07-22/. Läst 14 september 2022.
13. ↑  A Teens: Våra framgångar är mycket tack vare ABBA (Aftonbladet)
14. ↑  iTunes page